# ティモ・ミッキラ

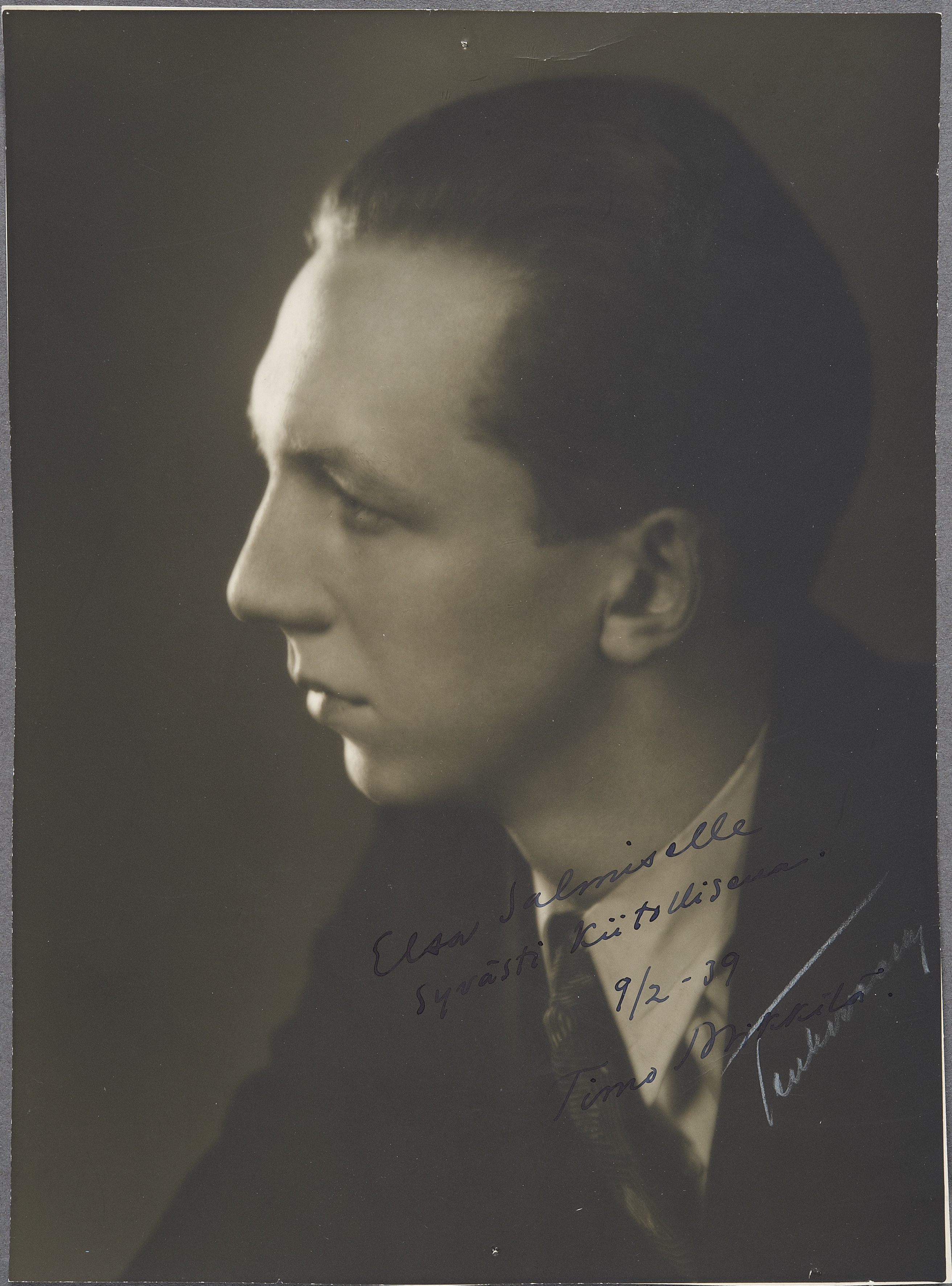

ティモ・ミッキラ（Timo Mikkilä, 1912年10月16日 - 2006年1月18日）は、フィンランドのピアノ奏者。
ラハティの生まれ。1928年からマルッティ・パーヴォラにピアノの個人レッスンを受け、1930年にヘルシンキ音楽院に入学してからもパーヴォラのクラスで研鑽を積んだ。1932年にヘルシンキで演奏活動を始める。1933年にはパリに留学し、ジャン・バタラにピアノ、ナディア・ブーランジェに音楽理論を学んだ。1934年には帰国してヘルシンキの民俗音楽院で教鞭をとり、1938年からヘルシンキ音楽院のピアノ科講師に転じたが、1947年から1949年までパリを訪れ、スザンヌ・グーベルやポール・ロース等の薫陶も受けている。1954年にもパリに行き、サンソン・フランソワと親交を結んだ。1955年からシベリウス音楽院の教授に昇格し、1975年まで務めた。1951年から1963年までフィンランド独奏者協会の会長を務め、1963年には同会の名誉会員になった。
ヘルシンキにて没。